# Marian Drobik

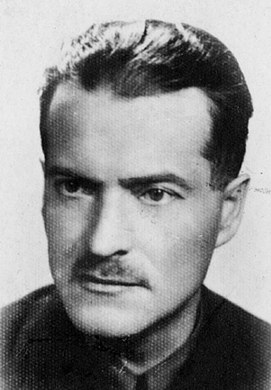
Marian Drobik

Marian Edward Drobik ps. „Dzięcioł”, „Witold”, „Wujek”, „Siwek” (ur. 4 października 1898 w Komarówce, zm. prawdopodobnie w 1944) – pułkownik dyplomowany piechoty Wojska Polskiego, szef wywiadu i kontrwywiadu AK w latach 1942–1943, dwukrotny kawaler Orderu Virtuti Militari.

## Życiorys
Karierę wojskową zaczynał w latach 1915–1917 jako członek Polskiej Organizacji Wojskowej a następnie od 1918 r., żołnierz Wojska Polskiego. Od 24 marca do 9 czerwca 1919 był słuchaczem Klasy „N” (klasa 9.) Szkoły Podchorążych Piechoty w Warszawie. 21 czerwca 1919 został mianowany podporucznikiem piechoty ze starszeństwem z dniem 1 czerwca 1919 roku.
Uczestniczył w wojnie polsko-bolszewickiej, w której został trzykrotnie ranny. W 1921 r. został odznaczony Krzyżem Srebrnym Orderu Virtuti Militari. W latach 1918–1924 był dowódcą kompanii, a następnie baonu w 22 pułku piechoty z Siedlec. W okresie od 1926 do 1928 w Wyższej Szkole Wojennej. Od 1928 oficer sztabu w 27 Dywizji Piechoty oraz referent Oddziału I Sztabu Głównego. W 1931 w Dowództwie Okręgu Korpusu nr VII w Poznaniu. W 1933 pełnił obowiązki dowódcy kompanii w 23 pułku piechoty. 27 czerwca 1935 awansował do stopnia majora ze starszeństwem z dniem 1 stycznia 1935 i 10. lokatą w korpusie oficerów piechoty. W 1936 został szefem sztabu 3 Dywizji Piechoty Legionów w Zamościu.
W czasie kampanii wrześniowej był szefem Oddziału III Sztabu Grupy Operacyjnej „Śląsk”. Po klęsce wrześniowej uczestniczył w tworzeniu pierwszych organizacji konspiracyjnych na terenie Lublina. W okresie od października 1939 do maja 1940 był szefem sztabu Komendy Okręgu Lublin SZP-ZWZ. Na przełomie 1941–1942 zastępca Wacława Berki – szefa Oddziału II (wywiad i kontrwywiad) KG ZWZ. Na wiosnę 1942, przejął funkcję szefa Oddziału II i pełnił ją do początku grudnia 1943. W tym okresie uczestniczył między innymi w zdobyciu dokumentacji rakiet V-2 oraz opracował system informacyjny umożliwiający przekazywanie aliantom zachodnim informacji o zdarzeniach na froncie wschodnim. Był autorem tzw. „Testamentu Dzięcioła” czy też „Testamentu-Memoriału Drobika”, w którym zawarł swoje obawy co do niebezpieczeństwa, iż po wojnie może dojść do okupacji sowieckiej na terenie Polski i aktualna polityka Polskiego Państwa Podziemnego w stosunku do ZSRR powinna opierać się na szeregu daleko idących ustępstw w stosunku do Sowietów, a nawet ewentualnego oddania im Kresów w zamian za niepodległość. W czasie spotkania ze sztabem KG AK, gdzie płk Drobik miał wygłosić swój memoriał, doszło do dziwnego incydentu – pułkownik Drobik otruł się ampułką z cyjankiem potasu, jednak jego towarzyszom udało się wyratować niedoszłego samobójcę. 
Płk Marian Drobik został aresztowany przez Gestapo w willi swojej siostry przy ulicy Ptasiej w Podkowie Leśnej w nocy z 9 na 10 grudnia 1943. Okoliczności aresztowania pozostają do dzisiaj niejasne. Po aresztowaniu prawdopodobnie został przewieziony do Berlina albo zamordowany w obozie koncentracyjnym. Istnieje teza, iż został zamordowany w ramach represji po powstaniu warszawskim razem z generałem Stefanem Grotem-Roweckim. Według jednej z hipotez Drobik został wydany Niemcom przez swojego zastępcę i odwróconego agenta gestapo kapitana Karola Trojanowskiego. Do udziału w rozpracowaniu płka Drobika przyznał się niemiecki agent Ludwik Kalkstein.

## Ordery i odznaczenia
- Krzyż Złoty Orderu Wojennego Virtuti Militari nr 157 – 2 października 1944 „za całokształt działalności bojowej, odwagę i poświęcenie”[4]
- Krzyż Srebrny Orderu Wojskowego Virtuti Militari – 28 lutego 1921[5]
- Krzyż Niepodległości – 1937[6]
- Krzyż Walecznych – trzykrotnie (po raz drugi w 1921)[7]
- Złoty Krzyż Zasługi – 1938[8]
- Krzyż Armii Krajowej – pośmiertnie, 15 sierpnia 1967[4]

## Upamiętnienie
11 listopada 2011 w Siedlcach, odbyły się uroczystości związane z otwarciem ulicy jego imienia.